# Lars Koehoorn
Lars Koehoorn (Winschoten, 1997) is een Nederlandse songwriter en muziekproducent van meerdere Top-40-hits en voormalig artiest. Hij verwierf bekendheid met zijn deelname aan tv-programma's zoals The Voice of Holland en I Want Your Song maar richt zich sinds 2022 volledig op het schrijven en produceren van muziek voor andere (bekende) artiesten, waarmee hij meerdere gouden platen, platina platen en andere awards verwierf.

## Songwriter en producer
Sinds 2021 is Koehoorn verbonden aan het House of Music (Wisseloord Publishing / BMG Benelux). Hij nam deel aan de Wisseloord Academy en werd vervolgens professioneel actief als songwriter en producer. Zijn werk wordt gekenmerkt door melodische popmuziek met invloeden uit country, EDM en Nederlandstalige pop.
Hij schreef onder andere mee aan singles en albums van pop-artiesten, titelsongs voor films/documentaires op o.a. Videoland, film-muziek voor o.a. de bioscoopfilms van De Club van Sinterklaas.
Daarnaast werkte hij samen met artiesten als Miss Montréal, Mart Hoogkamer, Bizzey, René Froger, Waylon en Li Yuchun (China).

## Internationaal werk
Ook in onder andere België en Frankrijk is Koehoorn actief als schrijver en producent. Zo had hij onder andere in Vlaanderen meerdere malen succes (noteringen in de Ultratop 50, optredens bij Tien Om Te Zien en Zomerhit) samen met DJ Licious. In 2025 vloog Koehoorn voor het eerst naar China, om ook daar te gaan werken aan nieuwe muziek voor de top van de muziekindustrie van dat land. Daar werkte hij onder meer voor de Chinese superster Li Yuchun, bekend van haar miljoenenpubliek in Azië.

## Erkenning
| Jaar | Erkenning                                     | Werk / Artiest(en)                             |
| ---- | --------------------------------------------- | ---------------------------------------------- |
| 2024 | BUMA NL Award – Meest Succesvolle Single #9   | GAP – Wesly Bronkhorst & Bizzey                |
| 2025 | BUMA NL Award – Meest Succesvolle Single #NNB | Alleen Met Jou – Yves Berendse & Emma Heesters |
| 2025 | Goud, Platina                                 | Alleen Met Jou – Yves Berendse & Emma Heesters |
| 2025 | Goud                                          | Ik Spaar Geen Centen – Mart Hoogkamer          |
| 2025 | Goud, Platina (album)                         | IK – Mart Hoogkamer                            |

### Top 40-noteringen (NL) als songwriter/producer
| Single met eventuele hitnotering(en) in de Nederlandse Top 40 | Datum van verschijnen | Datum van binnenkomst    | Hoogste positie        | Aantal weken        | Opmerkingen             |
| Titel                                                         | Releasedatum          | Datum binnenkomst Top 40 | Hoogste positie Top 40 | Aantal weken Top 40 | Overige hitnoteringen   |
| ------------------------------------------------------------- | --------------------- | ------------------------ | ---------------------- | ------------------- | ----------------------- |
| Alleen met jou (met Yves Berendse & Emma Heesters)            | 28-09-2024            | 07-10-2024               | 11                     | 22                  | 9 in de Single Top 100  |
| Alles Kan Kapot (Samuel Welten)                               | 20-06-2025            | 28-06-2025               | 17                     | -                   | 6 in de Single Top 100  |
| In de naam van... (Mart Hoogkamer)                            | 27-06-2025            | 05-07-2025               | 28                     | 3                   | 11 in de Single Top 100 |
| Alles Wordt Beter (Emma Heesters)                             | 17-04-2025            | 26-04-2025               | 11                     | 13                  | 17 in de Single Top 100 |

### Ultratop 50-noteringen (BE) als songwriter/producer
| Single met eventuele hitnotering(en) in de Nederlandse Top 40 | Datum van verschijnen | Datum van binnenkomst         | Hoogste positie             | Aantal weken             | Opmerkingen            |
| Titel                                                         | Releasedatum          | Datum binnenkomst Ultratop 50 | Hoogste positie Ultratop 50 | Aantal weken Ultratop 50 | Overige hitnoteringen  |
| ------------------------------------------------------------- | --------------------- | ----------------------------- | --------------------------- | ------------------------ | ---------------------- |
| Ibiza Sky (met DJ Licious)                                    | 05-05-2023            | 20-05-2023                    | 22                          | 12                       | Ultratop 50 Vlaanderen |
| Beautiful Liar (met DJ Licious)                               | 06-10-2023            | 21-10-2023                    | 36                          | 10                       | Ultratop 50 Vlaanderen |